# 文君街道
文君街道是中华人民共和国四川省成都市邛崃市下辖的一个街道办事处。

## 行政区划
文君街道下辖以下村级行政区划单位：
惠民社区、金桂社区、联丰社区、顺河社区、渔唱社区、观音阁社区、文君井社区、花园巷社区、瓮亭社区、铁花社区、黄坝社区、玉带社区、东南社区、渔箭社区、宝塔社区、十方村、棠子沟村、文笔山村、红岩子村、土陶村、邱店子村、渔村、南江村、顺江村和黄鹤村。